# Eastern Open Invitational
O Eastern Open Invitational, disputado pela primeira vez sob o nome Eastern Open, foi um torneio de golfe do PGA Tour, que decorreu em Marilândia na década de 1950 e início da década de 1960. As nove primeiras edições foram realizadas no Mt. Pleasant Municipal Golf Club de Baltimore, um campo de golfe público de 18 buracos e par 71, projetado por Gus Hook e inaugurado em 1933. Para os próximos três anos, começando na temporada de 1959, o torneio se mudou para o novo Campo de Golfe Pine Ridge, em Lutherville, três milhas ao norte do centro de Towson. Este campo, que negligencia o Loch Raven Reservoir, foi construído por Gus Hook em 1958. Após a edição de 1961, o torneio voltou a ser disputado no Mt. Pleasant.

## Campeões
Eastern Open Invitational
- 1962 Doug Ford
- 1961 Doug Sanders
- 1960 Gene Littler
- 1959 Dave Ragan
- 1958 Art Wall Jr.
- 1957 Tommy Bolt

Eastern Open
- 1956 Arnold Palmer
- 1955 Frank Stranahan
- 1954 Bob Toski
- 1953 Dick Mayer
- 1952 Sam Snead
- 1951 Cary Middlecoff
- 1950 Lloyd Mangrum